# Ephedra yangthangensis
Ephedra yangthangensis — вид гнетоподібних з родини ефедрових (Ephedraceae). Місцем проживання цього виду є Індія (Західні Гімалаї).